# Île Yerbas Buenas
Ne doit pas être confondu avec Yerba Buena Island.
Pour les articles homonymes, voir Yerba Buena.
L'île Yerbas Buenas (en espagnol : Isla Yerbas Buenas, littéralement « île des bonnes herbes ») est une petite île de l'archipel de la Reine Adélaïde, dans le sud du Chili. Elle est administrativement rattachée à la région de Magallanes et de l'Antarctique chilien, en Patagonie chilienne ; elle fait partie de la réserve nationale Alacalufes.

## Géographie

### Situation
L'île Yerbas Buenas se trouve entre l'île Manuel Rodríguez au sud-ouest et l'île Cochrane au nord-est, à l'intérieur de la réserve nationale Alacalufes.